# Playboy
Playboy je bila mesečna revija za odrasle, ki jo je izdajalo ameriško podjetje Playboy Enterprises. Leta 1953 jo je ustanovil Hugh Hefner; odigrala je vidno vlogo v spolni revoluciji druge polovice 20. stoletja in je še zdaj ena najbolj prepoznavnih blagovnih znamk na svetu. Sčasoma je prerasla v korporacijo, ki izdaja vsebine v večini vrst občil (TV, video, internet).
Revija je postala poznanana tudi zaradi sredinskih strani, dupleric, kjer so bile fotografirane gole lepotice čez več strani. Ena izmed najbolj znanih lepotic Playboyja je bila Marilyn Monroe.
Playboy je imel več mednarodnih izdaj, izhajal je tudi v Sloveniji, pod okriljem časopisnega podjetja Adria Media Ljubljana. Marca 2020 je založnik sporočil, da bo spomladanska številka zadnja, ki bo izšla v fizični obliki. Odtlej objavlja nove vsebine le na spletu. Odločitev je posledica dolgoletne krize serijskih publikacij, pospešila pa jo je pandemija koronavirusne bolezni, ki je izbruhnila v začetku leta 2020 in je dodatno otežila poslovanje.